# Asas de Portugal
Die Asas de Portugal (Flügel von Portugal) sind ein Kunstflugteam, das 1977 gegründet wurde und in die Esquadra 103 der portugiesischen Luftstreitkräfte integriert ist. Es ist Portugals nationales Kunstflug-Team und fliegt zwei Dassault-Breguet/Dornier Alpha Jets aus dem ehemaligen Bestand der Luftwaffe.

## Geschichte
Im Jahre 1977 wurden die Asas de Portugal im Auftrag des Luftwaffenstabschefs (CEMFA) gegründet, mit dem Ziel, die portugiesische Luftwaffe (PoAF) am Royal International Air Tattoo zu repräsentieren. Dies war das dritte Kunstflugteam, das die portugiesischen Luftstreitkräfte gegründet hatten, nach zwei Teams aus den 1950er Jahren – die Dragões (Dragons) und die São Jorge (Sankt Georg).
Die Asas de Portugal flogen während ihrer ersten 13 Jahre die Cessna T-37 in der 102 Squadron „Panchos“.
Der einzige tödliche Unfall in der Geschichte des Teams geschah am 9. Dezember 1990: Eine T-37C erlitt bei einem Trainingsflug ein Flügelstrukturversagen, der Pilot José Magalhães da Costa kam beim Absturz ums Leben. Der Unfall führte zu einer flottenweiten Inspektion aller Flugzeuge, bei fünf T-37 wurden dabei Mikrorisse aufgrund von Materialermüdung festgestellt. Reparaturen wurden als nicht wirtschaftlich erachtet. Diese Schlussfolgerung, zusammen mit einer Umstrukturierung der portugiesischen Luftstreitkräfte in den 1990er Jahren, führte zu der Ausmusterung der T-37 und einer Unterbrechung der Tätigkeiten des Teams.
Im Jahr 1997 wurde das Team wieder aktiviert, integriert in die 103 Squadron „Caracóis“ und mit Dassault-Breguet/Dornier Alpha Jet-Flugzeugen ausgestattet, mit sieben Piloten und einem Wartungsteam. Der erste öffentliche Auftritt mit dem Alpha Jet war am 27. Juni 1997 in Sintra anlässlich der Gedenkfeiern zum 45. Jahrestag der portugiesischen Luftstreitkräfte. Im Jahr 1998 wurde das Team aus logistischen Gründen deaktiviert.
Anlässlich des 50. Geburtstags der portugiesischen Luftstreitkräfte im Jahr 2001 wurde eine Alpha-Jet-Flugdemonstration von der 103 Squadron für die Gedenkfeiern gegeben. Dies führte zur Schaffung eines zweiten Kunstflugteams, das Portugal mit einem 16-Minuten-Flugprogramm vertrat. Im Jahr 2005 wurden die Asas de Portugal definitiv wieder aktiviert und noch einmal in die 103. Squadron auf der Beja Air Base integriert. Das Team wurde im Jahr 2010 vor dem Beginn der Airshow-Saison wieder deaktiviert. Im Jahr 2014 waren die Asas de Portugal mit zwei Alphajets an der Air14 in Payerne beteiligt.